# ياسلوفسكي بوهونيس
ياسلوفسكي بوهونيس Jaslovské Bohunice هي قرية صغيرة في منطقة ترنافا Trnava في سلوفاكيا. وهي بالقرب من محطة بوهونيس للطاقة النووية (مفاعل نووي سلوفاكي بني على ارضها في 1970 وفق تصميم سوفياتي).
نشأت هذه القرية في عام 1958 من خلال دمج من قرية يسلوفتش (السكان 578 في 1948) ومحطة بوهونيس (السكان 619 في 1948). تم دمج القرية السابقة بادروفتش Paderovce في عام 1976. وأول إشارة خطية لها يعود تاريخها إلى عام 1113 (إلى بوهونيس).